# Zukunftswerkstatt
Die Zukunftswerkstatt ist eine von den Zukunftsforschern Robert Jungk, Rüdiger Lutz und Norbert R. Müllert begründete Methode, die Phantasie anzuregen, um mit neuen Ideen Lösungen für gesellschaftliche Probleme zu entwickeln.
Zukunftswerkstätten sind als Ergänzung zur staatlichen Planung gedacht und als Projekt zur Ermächtigung von denjenigen, die von Planung betroffen sind. Menschen sollen so vom Objekt der Zukunftsplanung zum Subjekt dieser Planung werden und sich ausgehend vom lokalen Handlungskontext größere Handlungsräume erschließen. Das Motto lautet: „Betroffene zu Beteiligten machen.“
Eine Zukunftswerkstatt lässt sich überall dort einsetzen, „wo Menschengruppen Probleme haben, bei denen sie mit herkömmlichen Mitteln nicht weiterkommen“. Erfahrungen zeigen, dass sie für Teilnehmer jeden Alters (von Kindergartenkindern bis Senioren) und jeden Bildungsstandes (von arbeitslosen Menschen ohne Ausbildung bis zu Wirtschaftsmanagern) geeignet ist. Geschätzt wird sie besonders bei Teilnehmern, die wenig Erfahrung mit Prozessen der kreativen Entscheidungsfindung haben, wie beispielsweise Kindern oder Jugendlichen. Die zielgruppenspezifische Anwendung bedarf einer intensiven Vorbereitung und Betreuung durch geschulte Moderatoren.

## Anwendungsgebiete
Das Spektrum der Zukunftswerkstatt reicht unter anderem von Lernwerkstatt, Problemlöse- und Ideenfindungswerkstatt, Strategiewerkstatt bis hin zur Kommunikationswerkstatt. Sie ist eine Methode, die sich im Rahmen einer bestimmten Fragestellung um Ideensammlungen und Problemlösungen bemüht. Gemeinsam werden Zukunftsentwürfe, Ziele und Maßnahmen für Organisationen entwickelt. Die Anwendung beschränkt sich meist auf regionale Prozesse und wird von Gemeinden, Lokalverwaltungen u. a. benutzt. Die Zukunftswerkstatt ist damit auch ein Bürgerbeteiligungsverfahren.
Sie wird z. B. in der Stadtplanung eingesetzt, um die Bürger an bestimmten Planungen zu beteiligen, oder in der Organisationsentwicklung, um Mitarbeiter auf gemeinsame Ziele und Werte zu einen.
Die Hauptziele der Zukunftswerkstatt sind Zugänge zu Lösungen finden, die die Teilnehmenden zuvor vergeblich suchten. Das Thema gilt es perspektivistisch und klar zu durchdringen (neue Sichtweisen gewinnen), ein Gefühl für die Zukunft zu entwickeln (Persönlichkeit rückt in den Mittelpunkt) und Selbsterfahrung zu machen (Abbau von Ängsten vor der Zukunft, erlangen von persönlicher Zuversicht, Vertrauen auf die eigene Kraft).

## Ablauf
Die Methode umfasst drei Hauptphasen sowie eine Vorphase und eine Nachbereitung.
Nach der Verwirklichung sollte nach einem vorher bestimmten Zeitraum wieder eine Zukunftswerkstatt zu diesem Thema stattfinden, in der die vorhergehende Zukunftswerkstatt nach den drei Phasen abgehandelt wird. Es entsteht ein Regelkreis, in dem immer wieder kontrolliert wird, ob der Sollwert mit dem Istwert übereinstimmt. Dies wird in der Grundlagenliteratur als Permanente Werkstatt bezeichnet.

### Vorphase: Beginnen/Hineinfinden
Hier wird die Gruppe „gegründet“, eine gute Atmosphäre gegenseitigen Vertrauens geschaffen. Dazu gehört eine ungezwungene Gruppenstimmung zu begünstigen, die thematischen Interessen auszuloten und methodische sowie zeitliche Planung der Zukunftswerkstatt offenzulegen.

### Phase 1: Beschwerde/Kritik
Hier werden von den Teilnehmenden Unmut, Kritik, negative Erfahrungen zum gewählten Thema geäußert. Dies sollte möglichst frei von Zwängen sein. Es geht dabei weniger um eine Analyse der Probleme als um eine Bestandsaufnahme für die Weiterarbeit. Es bietet sich ein Brainstorming auf Kärtchen an, die dann, wie bei der Moderationsmethode, nach Themen geordnet werden. Ziel dieser Phase ist es, Ärger, Wut und Enttäuschung loszuwerden und damit frei für kreatives, phantasievolles und konstruktives Arbeiten in den Phasen 2 und 3 zu sein.

### Phase 2: Phantasie/Utopie
Hier ist die Kreativität jedes einzelnen gefragt. Man soll das Utopische denken. Ein Anfangssatz wäre z. B.: „Es wäre schön, wenn …“. Sätze wie „Das ist doch unmöglich!“ sind dabei unbedingt zu vermeiden. Hier darf und soll fantasiert werden. Es bietet sich wieder ein Brainstorming auf Moderationskarten an, die dann, wie bei der Moderationsmethode, nach Themen geordnet werden.

### Phase 3: Verwirklichung/Praxis
Hier werden die ersten beiden Phasen verknüpft. Es muss abgeschätzt werden, was realisierbar ist. Es bieten sich eine Gruppenarbeit und die Hinzuziehung qualifizierter Fachleute an. Andere Moderationsteams verzichten auch hier bewusst auf externe Fachleute, sondern sehen die Teilnehmenden selbst als Experten in der Sache an. Verschiedene Verfahren zur Projektplanung, zur Durchsetzung von (gesellschaftlicher) Veränderung und zur Qualifizierung in der Anwendung zyklischer Gruppenprozesse können hier eingeübt werden.

### Nachbereitungen
Den (vorläufigen) Abschluss gestaltet der Moderator/die Moderatorin. Die Ziele, Vorgehensweisen und Ergebnisse werden noch einmal kurz zusammengefasst und eingeordnet. Unter der Überschrift: Wie geht es weiter? wird über den möglichen Fortgang der Werkstattarbeit nachgedacht. Gegebenenfalls werden neue Treffen vereinbart. Am Ende geben die Teilnehmer ein Feedback, wie sie die gemeinsame Zeit erlebt haben.
Ursprünglich dauerten Zukunftswerkstätten 2–3 Tage. Da es immer schwerer fällt, Gruppen für einen derart langen Zeitraum zu gewinnen, wurde die Dauer auf 1–1,5 Tage verkürzt. Fallweise werden auch Kurz-Zukunftswerkstätten über einen Halbtag durchgeführt.

## Vernetzung der Zukunftswerkstatt-Moderatoren
Seit 1987 wird ein jährliches Treffen von Moderatoren der Zukunftswerkstätten in Selbstorganisation an wechselnden Orten veranstaltet. Inhaltliche Ergebnisse wurden von 2003 bis 2012 regelmäßig auf einer Website zur Vernetzung von Zukunftswerkstätten veröffentlicht, von 2013 bis 2018 auf einem sozialen Netzwerk. 2013 erschienen die Ergebnisse zudem erstmals in einem Buch der Reihe JBZ-Arbeitspapiere bei der Robert-Jungk-Bibliothek für Zukunftsfragen, dies ist auch nachträglich für 2017 geplant. 2016 veröffentlichte der Verein Zukunftswerkstätten e. V. gemeinsam mit vier weiteren Institutionen die Ergebnisse als Broschüre.
- 1987 in Wermelskirchen (Nordrhein-Westfalen)
- 1988 in Lage (Nordrhein-Westfalen)
- 1989 in Berlin-Wannsee
- 1990–1993 in Dietramszell-Linden (Bayern)
- 1994–1995 in Dortmund (Nordrhein-Westfalen)
- 1996 in Seevetal (Niedersachsen)
- 1997 in Altenkirchen (Westerwald) (Rheinland-Pfalz)
- 1998 in Salzburg (Salzburg)
- 1999 in Güstrow (Mecklenburg-Vorpommern)
- 2000 in Bad Honnef (Nordrhein-Westfalen)
- 2001 in Wiesbaden (Hessen)
- 2002 in Heppenheim (Bergstraße) (Hessen)
- 2003 in Duisburg (Nordrhein-Westfalen) zum Thema „Zukunftswerkstatt auf dem Hochofenparcours – Wo Vergangenheit Zukunft trifft“
- 2004 in Zörbig im Landkreis Bitterfeld (Sachsen-Anhalt) zum Thema „Zukunftswerkstätten in einer abstürzenden Gesellschaft – Hoffnung in der von Angst besetzten Zukunft“
- 2005 in Hamburg zum Thema „Mit Zukunftswerkstätten spielend in die Zukunft – Zukunftsspiele im Europa-Haus“
- 2006 in Wien zum Thema „Lust oder Frust? Über Sinn und Unsinn von Beteiligung“
- 2007 in Dresden (Sachsen) zum Thema „Mit Zukunftswerkstätten Gesellschaft verändern – ein Konflikt: Veränderungspotentiale der Zukunftswerkstatt“
- 2008 in Altenkirchen (Westerwald) (Rheinland-Pfalz) zum Thema „Nachhaltigkeit von Zukunftswerkstätten“
- 2009 in Berlin zum Thema „Wat Jutet für die Zukunft!“
- 2010 in Freiburg im Breisgau (Baden-Württemberg) zum Thema „Unter uns? Über den Umgang mit dem Anderen und dem Fremden“
- 2011 in Essen (Nordrhein-Westfalen) zum Thema „Mann Frau Macht Scham – Menschenwürde im Kontext von Moderation und Beteiligung“
- 2012 in Bremen zum Thema „Selbstwirksamkeit erleben – Prozesse wirksam gestalten“
- 2013 in Salzburg (Salzburg) zum Thema „Die Kunst der Partizipation“
- 2014 in Lochau im Bezirk Bregenz (Vorarlberg) zum Thema „Gemeinschaft entwickeln, solidarisch und partizipativ“
- 2015 in Fahrenwalde bei Pasewalk (Mecklenburg-Vorpommern) und in Szczecin (Woiwodschaft Westpommern) zum Thema „Panta rhei – Ästhetik und Nachhaltigkeit, Partizipation“
- 2016 in Großräschen / Niederlausitz (Brandenburg) zum Thema „Kommen und Bleiben – Ende der Flucht? Wandel und Neubeginn mit Teilhabe gestalten“
- 2017 in Walberberg / Rhein-Sieg-Kreis (Nordrhein-Westfalen) zum Thema „Lernort Zukunft: Wie wollen wir Wohnen Leben Arbeiten sinnhaft gestalten?“
- 2018 in Stadtschlaining / Bezirk Oberwart (Burgenland) zum Thema „Brücken bauen, Frieden schaffen! Gegen die Spaltung der Gesellschaft“
- 2019 in Bad Homburg / Hessen zum Thema „Geld und Werte. Auf dem Weg zu einer solidarischen Ökonomie“
- 2020 in Bad Homburg / Hessen zum Thema „Zukunftswerkstatt neu erfinden!? Blick zurück nach vorn: Nachhaltige Wirksamkeit entfalten“ (aufgrund von Corona online durchgeführt)[veraltet]
- 2021 in Salzburg / Österreich zum Thema "Zukunftswerkstatt reloaded" 23. Oktober in der Robert-Jungk-Bibliothek für Zukunftsfragen[10]

Moderationsausbildungen zur Zukunftswerkstatt mit mehreren Modulen bietet aktuell im deutschsprachigen Raum die Robert-Jungk-Bibliothek für Zukunftsfragen in Salzburg an. Früher gab es regelmäßig Ausbildungen durch Bildungsträger in Hamburg, München und in Köln. Diese Ausbildungen waren als Bildungsurlaub anerkannt.

## Die Zukunftswerkstatt online
Erste Versuche mit einer Onlinewerkstatt führte die IG Bergbau, Chemie, Energie – Abteilung Bildung – mit dem Verein Arbeit, Bildung und Forschung e. V. 1997 durch. Diese Zukunftswerkstatt hatte die Frage „Wie kann Betriebsratsarbeit durch Nutzung des Internets unterstützt werden?“ zum Thema. Ihr Ziel war es, die folgenden beiden Punkte zu untersuchen:
- „Zum einen ging es darum, neue Medien/ das Internet als gemeinsamen Arbeitsort zu nutzen, in dem mit kleinen Gruppen kreative Prozesse durchlaufen werden können. Dazu sollten geeignete Methoden entwickelt und erprobt werden.“
- „Zum anderen sollten im Rahmen der Methode Zukunftswerkstatt inhaltliche Diskussionen zu perspektivischen Nutzungsmöglichkeiten neuer Medien durch Betriebsräte geführt werden.“

„Beides gelang im Rahmen der Zukunftswerkstatt (… besser als erwartet).“
1997 bildete sich am Fachbereich Erziehungswissenschaft/Humanwissenschaften der Universität Kassel unter Olaf-Axel Burow eine Arbeitsgruppe, welche in einem explorativen Forschungsvorhaben die Umsetzbarkeit einer per Internet absolvierten Zukunftswerkstatt untersuchen wollte. Die 2004 vorgelegte Dissertation von Heiko Rüppel Zukunftswerkstatt-online – Wege zu einer telekooperativen Lernkultur? Explorative Erkundung zur Theorie und Praxis einer telekooperativen Lernumgebung befasst sich ausführlich mit den in den sieben Jahren aus der Forschungsarbeit gewonnenen Erkenntnissen.
Untersucht wurden in dieser Arbeit folgende Problemstellungen:
- der Entwurf und die Verbesserung einer Software, die die Zukunftswerkstatt auf dem Server verwaltet und die Darstellung des Portals beim Werkstattteilnehmer am PC;
- die Erprobung der Onlinewerkstatt und die Untersuchung ihrer Wirksamkeit;
- die Ermittlung der nötigen Technik- und Wissensvoraussetzungen der Moderation und der Werkstattteilnehmer.[12]